# Q块世界
“Q块世界”（英文名为Qcraft）是百度Minecraft吧吧友在2013年虚构的一款游戏。传言为腾讯制作的一款游戏。为了增加该传言的真实性，传言制作者通过PS等手段制作了游戏的截图、官网等。2014年，一名名为“Q块世界”微博用户在微博上放出《Q块世界》的截图及下载，并称《我的世界》抄袭Q块世界，并引发人们的关注。